# حسن الراهب
حسن حيدر باقر الراهب (21 أغسطس 1983-)، لاعب كرة قدم سعودي معتزل ولد في مدينة القطيف في المنطقة الشرقية من المملكة العربية السعودية.

## مسيرته الرياضية
كانت بداياته مع نادي الترجي وانتقل بعدها نادي الخليج إلى بزغ نجمه في نادي الخليج السعودي في سيهات وساهم في صعود الفريق إلى الدرجة الممتازة أحد المواسم.

## تنقلاته
- انتقل موسم 2008 من فريق الخليج إلى فريق الأهلي وحقق للاهلي بطولة الخليج بعد تسجيلية هدفين في مباراة الذهاب بجدة ومبارة الإياب بالرياض أمام النصر.
- انتقل موسم 2012 إلى نادي نجران السعودي في فترة الانتقالات الصيفية.
- انتقل موسم 2013 إلى النصر السعودي في فترة الانتقالات الشتوية.[3]
- انتقل موسم 2018 إلى الشباب السعودي في فترة الانتقالات الصيفية.[4]

## انضمامه للنصر
وقع المهاجم حسن الراهب كشوفات النصر قادماً من نجران حيث أبدى اللاعب موافقته على العرض النصراوي في بداية الأمر إلا أنه تراجع بعد أن أصرت عائلته على التواجد في المنطقة الشرقية بعد أن كان قاب قوسين من التوقيع لنادي الإتفاق السعودي وحمل القميص رقم 99.

## انضمامه للشباب
وقع مع الشباب بعد فسخ عقده مع النصر في 29 أكتوبر 2018.

## إنجازاته
- كأس الخليج للأندية مع الأهلي 2008.
- كأس ولي العهد السعودي للمحترفين مع النصر 2014.
- دوري المحترفين السعودي مع النصر 2014.
- دوري المحترفين السعودي مع النصر 2015.

## اعتزاله
في يوم الإثنين الموافق 12 أكتوبر 2020، أعلن اعتزاله كلاعب كرة قدم عبر تغريدة على تويتر.

## وصلات خارجية
- حسن الراهب على موقع الاتحاد الدولي (مؤرشف)  (الإنجليزية)
- حسن الراهب على موقع قاعدة بيانات كرة القدم.إي يو (الإنجليزية)
- حسن الراهب على موقع ناشيونال فوتبول تيمز (الإنجليزية)
- حسن الراهب على موقع Soccerway.com (الإنجليزية)